# Fucellia chinensis
Fucellia chinensis är en tvåvingeart som beskrevs av Kertesz 1908. Fucellia chinensis ingår i släktet Fucellia och familjen blomsterflugor. Inga underarter finns listade i Catalogue of Life.